# Korsumäki - Keinälänniemi
Korsumäki - Keinälänniemi este o arie protejată (arie specială de conservare — SAC, sit de importanță comunitară — SCI) din Finlanda întinsă pe o suprafață de 106 ha, integral pe uscat.

## Localizare
Centrul sitului Korsumäki - Keinälänniemi este situat la coordonatele 62°48′29″N 27°35′01″E / 62.8081°N 27.5836°E.

## Înființare
Situl Korsumäki - Keinälänniemi a fost declarat sit de importanță comunitară în august 1998 pentru a proteja 1 specie de plante și 1 specie de animale. Situl a fost protejat și ca arie specială de conservare în aprilie 2015.

## Biodiversitate
Situată în ecoregiunea boreală, aria protejată conține 8 habitate naturale: Mlaștini turboase de tranziție și turbării mișcătoare, Izvoare petrifiante cu formare de travertin (Cratoneurion), Mlaștini alcaline, Pante stâncoase calcaroase cu vegetație casmofită, Pante stâncoase silicioase cu vegetație casmofită, Taiga vestică, Păduri fino-scandinave bogate în ierburi cu Picea abies, Mlaștini împădurite.
La baza desemnării sitului se află mai multe specii protejate:
- plante (1): Herzogiella turfacea
- mamifere (1): veveriță zburătoare siberiană (Pteromys volans)

Pe lângă speciile protejate, pe teritoriul sitului au mai fost identificate 4 specii de plante.